# Karek-Serma
Karek-Serma - Карек-Серма (rus) - és un poble de la República del Tatarstan, a Rússia. El 2010 tenia 112 habitants.